# エスティファノス・アフォワキ・ハイレ
エスティファノス・アフォワキ・ハイレ（Estifanos Afeworki Haile、1947年 - ）は、エチオピアのパイロット、エリトリアの政治活動家、政治家、外交官、駐日大使（2003年 - ）。アスマラ出身。当時エリトリアを併合していたエチオピアのハイレ・セラシエ大学（現・アディスアベバ大学）およびエチオピア航空（EAL）のパイロット職業訓練校で修学。

## 経歴
1971年、エリトリア人民解放戦線（EPLF）に加入してエチオピアによるエリトリア支配に対する抵抗運動に身を投じ、EPLF傘下で軍事や地方行政で辣腕をふるう。1991年5月、エリトリアがエチオピアからの独立を宣言して、1993年5月には独立が国際連合により承認された。独立後、アフォワキ・ハイレは議会の一員となり、財政、商工業、民間航空、通信、交通を担当するポストを歴任する。
2003年7月11日、皇居で信任状を捧呈し、駐日大使として正式に着任した。2025年5月11日現在、エリトリア大使としての日本駐箚歴は信任状捧呈日から起算して通算7976日となっており、現職の駐日アフリカ大使のうち最も駐箚期間が長い。
2016年上半期に召集された第190回国会のうち5月11日に開催された政府開発援助等に関する特別委員会第5号において、アフォワキ・ハイレ大使はソロモン・カランジャ・マイナ駐日ケニア大使と共に参考人として出席し、エリトリアおよびアフリカと日本の関係について、イタリアとエチオピアによる占領時代の対日関係史、並びに安全保障、港湾開発、教育提携、医療支援、漁業技術移転などの広汎な分野における見解を述べた。
2019年3月10日、平成時代では最後となる第29回東京都平和の日記念式典が東京都庁第一本庁舎5階の大会議場で開催され、アフォワキ・ハイレ大使が在日外交団代表として来賓挨拶を行った。
平成から令和に改元された後の2019年10月22日、皇居正殿松の間で今上天皇の即位礼正殿の儀が執り行われ、アフォワキ・ハイレ大使がエリトリア代表として参列した。